# Vila Nova (Miranda do Corvo)
Vila Nova es una freguesia portuguesa del concelho de Miranda do Corvo, con 27,08 km² de superficie y 1.104 habitantes (2001). Su densidad de población es de 40,8 hab/km².

## Galería

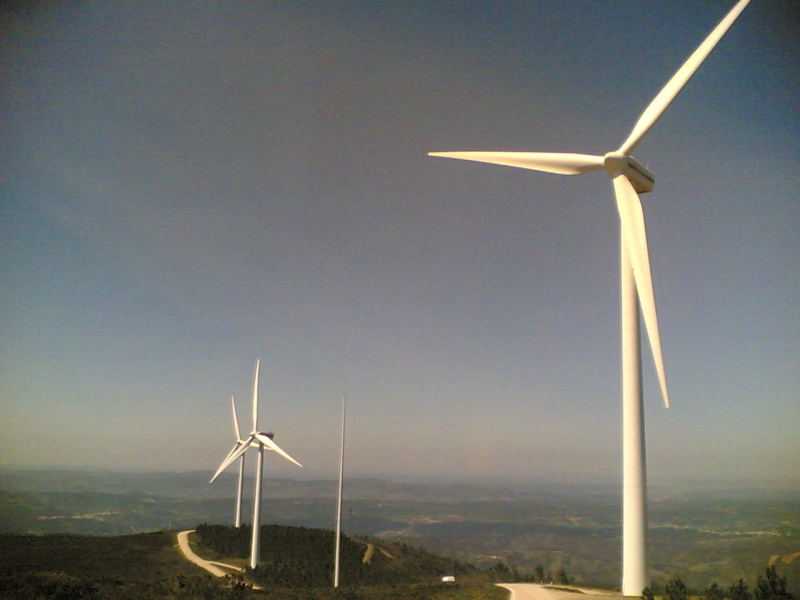
Parque eólico en la freguesia de Vila Nova.